# Mamouka Tavakalachvili
Mamouka Tavakalashvili (en géorgien : მამუკა თავაქალაშვილი) (ou Tavaqarachvili (თავაქარაშვილი) est un poète, calligraphe et peintre-miniaturiste géorgien du XVIIe siècle. Il était secrétaire de la cour royale d'Iméréthie.
En 1634, il est pris en otage en Mingrélie, à la suite de la guerre civile du royaume d'Iméréthie des années 1630. Les rois Georges III d'Iméréthie et Teimouraz Ier de Kakhétie font alors la guerre à Rostom de Karthli et au prince Léon II de Mingrélie. Après cela, il exerce le métier de calligraphe et s'attache plus généralement à tout ce qui touche la littérature, à la cour de Léon II. En 1647, il copie la suite du Shâh Nâmeh, dans une version géorgienne en prose intitulée Outroutiansaamian (Centre national des manuscrits de Géorgie, H-921, S-1594). Il met en vers géorgiens Zaaqian, de Ferdowsî.
Il faut particulièrement souligner sa copie du Chevalier à la peau de panthère de 1646 (Centre national des manuscrits de Géorgie, H-599), qui est décorée de 39 miniatures. Ces miniatures sont marquées par l’influence de l'art populaire géorgien. Outre ces illustrations, sont représentés le commanditaire de l'œuvre, Léon II Dadiani, et l'auteur médiéval Chota Roustaveli, ainsi qu'un autoportrait. Il se représente sans barbe, avec une moustache, mais, par la suite, quelqu'un lui ajoute une barbe, à l'encre. Tavakalashvili est un peintre assez habile, sa calligraphie se distingue par une décoration soignée. Les chercheurs remarquent que le miniaturiste a représenté l'Ouest de la Géorgie au XVIIe siècle dans ses illustrations.